# Cheongug-ui gyedan
Cheongug-ui gyedan (hangul: 천국의 계단) – południowokoreański serial telewizyjny emitowany na antenie SBS. Serial był emitowany od 3 grudnia 2003 roku do 5 lutego 2004 roku, w środy i czwartki o 21:55, liczy 20 odcinków. Główne role odgrywają w nim Choi Ji-woo, Kwon Sang-woo, Kim Tae-hee oraz Shin Hyun-joon.
Serial jest drugą produkcją reżysera Lee Jang-soo z serii Heaven Trilogy, obok seriali Areumda-un naldeul (2001) i Cheongug-ui na-mu (2006). Ostatni odcinek osiągnął oglądalność 43,5% (średnia oglądalność serialu – 33,8%).

## Obsada

### Główna
- Kwon Sang-woo jako Cha Song-joo
  - Baek Sung-hyun jako młody Song-joo
- Choi Ji-woo jako Han Jung-suh / Kim Ji-soo
  - Park Shin-hye jako młoda Jung-suh
- Shin Hyun-joon jako Han Tae-hwa / Han Chul-soo
  - Lee Wan jako młody Tae-hwa
- Kim Tae-hee jako Han Yoo-ri
  - Park Ji-min jako młoda Yoo-ri

### W pozostałych rolach
- Ha Jae-young jako Han Su-ha, ojciec Jung-suh
- Lee Hwi-hyang jako Tae Mi-ra, matka Tae-hwa i Yoo-ri
- Jung Han-yong jako Han Pil-su, ojciec Tae-hwa i Yoo-ri
- Lee Charm (Bernhard Quandt) jako dyrektor Jang
- Kim Ji-sook jako Min Seo-hyun, matka Song-joo
- Park Young-ji
- Jung Ha-na
- Lee Tae-sung

## Produkcja
Kompleks rekreacyjny Lotte World w Seulu był używany jako plan zdjeciowy, a główne karuzela, lodowisko i siedziba firmy rodzinnej Cha Song-joo.

## Ścieżka dźwiękowa
1. Koncert fortepianowy e-moll op. 11; cz. 2 – Fryderyk Chopin
2. „Memories of Heaven” (천국의 기억) – Jang Jung-woo
3. „Lethe” (레떼) – Kang Woo-jin
4. „Ave Maria” – Rebecca Luker
5. „That's the Only One” (그것만은) – Jang Jung-woo
6. „Forever” (언제까지나)
7. „Only Me For You” (나만의 너) – Kim Hyun-ah
8. „Remember”
9. „Sad Love” (슬픈 사랑)
10. „To the Beautiful You” (아름다운 너에게) – Moon Ji-hwan
11. „I Will Protect You” (너를 지킬께)
12. „I Miss You” (보고싶다) – Kim Bum-soo
13. „This is Not the End” (끝이 아님을)
14. „Memories of Heaven” (천국의 기억) – Park Mook-hwan
15. „Though I Am at the End of the World” (세상 끝에 서 있어도)
16. „Promise” (약속)
17. „That's the Only One” (그것만은) – Park Mook-hwan
18. „Stairway to Heaven”

## Nagrody
| Rok  | Ceremonia        | Nagroda                | Nominowany    | Wynik   |
| ---- | ---------------- | ---------------------- | ------------- | ------- |
| 2003 | SBS Drama Awards | Najlepsza aktorka      | Choi Ji-woo   | Wygrana |
| 2003 | SBS Drama Awards | Najlepsza nowa aktorka | Park Shin-hye | Wygrana |
| 2003 | SBS Drama Awards | Nagroda SBSi           | Kwon Sang-woo | Wygrana |